# Ausonia
För andra betydelser, se Ausonia (olika betydelser).
Ausonia är en kommun i provinsen Frosinone i regionen Lazio i Italien. Kommunen hade 2 577 invånare (2018). Den främsta turistattraktionen i kommunen är sanktuariet Santa Maria del Piano. Staden har fått sitt namn från folkgruppen ausoner vars stad Ausona, som förstördes av romarna 314 f.Kr., låg i närheten. Under medeltiden kallades staden Ausonia för Fratte.